# Chris Salvatore
Chris Salvatore est un acteur, chanteur et mannequin américain, né le 22 mai 1985. Il est essentiellement connu pour son rôle de Zack dans la saga Eating Out.

## Filmographie
- 2009 : Eating Out 3: All you Can Eat de Glenn Gaylord : Zack
- 2011 : Eating Out 4: Drama Camp de Q. Allan Brocka : Zack
- 2012 : Eating Out 5: The Open Weekend de Q. Allan Brocka : Zack
- 2015 : Paternity Leave de Matt Riddlehoover : Thomas
- 2016 : BearCity 3' de Douglas Langway : Sebastian

## Discographie

### Albums studio
| Title                      | Details                                                                      |
| -------------------------- | ---------------------------------------------------------------------------- |
| After All Is Said and Done | - Released: 2008 - Label: Self-released - Formats: Streaming                 |
| The Sound of This Beat     | - Released: November 8, 2011 - Label: Self-released - Formats: CD, streaming |

### Albums de bandes sonores
| Title                                                       | Details                                                                      |
| ----------------------------------------------------------- | ---------------------------------------------------------------------------- |
| Eating Out: Drama Camp (Original Motion Picture Soundtrack) | - Released: September 23, 2011 - Label: GeoHarmonic - Formats: CD, streaming |

### Extended plays
| Title                    | Details                                                                     |
| ------------------------ | --------------------------------------------------------------------------- |
| Dirty Love               | - Released: April 27, 2010 - Label: Self-released - Format: CD, streaming   |
| Dirty Love – The Remixes | - Released: January 30, 2011 - Label: Self-released - Format: CD, streaming |

### As lead artist
| Title                        | Year | Album                                                       |
| ---------------------------- | ---- | ----------------------------------------------------------- |
| "After All Is Said and Done" | 2006 | After All Is Said and Done                                  |
| It Gets Better               | 2010 | The Sound of This Beat                                      |
| Drama Queen                  | 2011 | Eating Out: Drama Camp (Original Motion Picture Soundtrack) |
| What You Do To Me            | 2012 | Non-album single                                            |
| Hurricane                    | 2012 | Non-album single                                            |
| I Want Your Sex              | 2013 | The Sound of This Beat                                      |
| Wrecking Ball                | 2013 | Non-album single                                            |
| All I Want For Christmas     | 2013 | Non-album single                                            |
| Summer                       | 2014 | Non-album single                                            |
| Demons                       | 2014 | Non-album single                                            |
| Breathe Me (featuring Alius) | 2015 | Non-album single                                            |